# 扬·范艾克广场

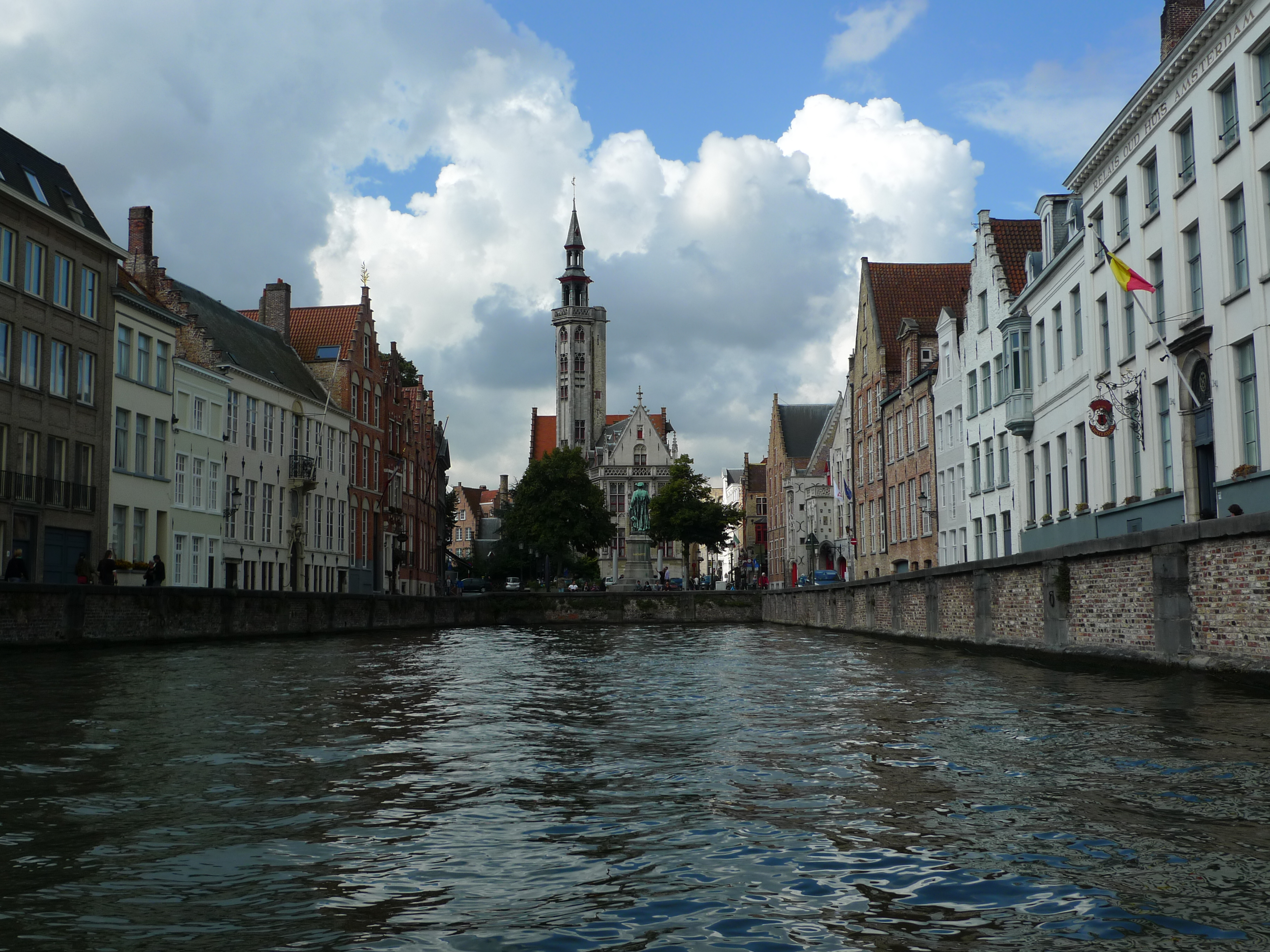
从明镜运河看扬·范艾克广场

扬·范艾克广场（荷兰语：Jan van Eyckplein）是比利时弗拉芒大区西弗兰德省省会及最大城市布鲁日的一个广场，位于学院街（Academiestraat）、明镜运河（Spiegelrei）和西班牙街（Spanjaardstraat）的交汇处。广场得名于十五世纪弗兰德地区著名的北方文艺复兴画家扬·范艾克（Jan van Eyck）。

## 画廊

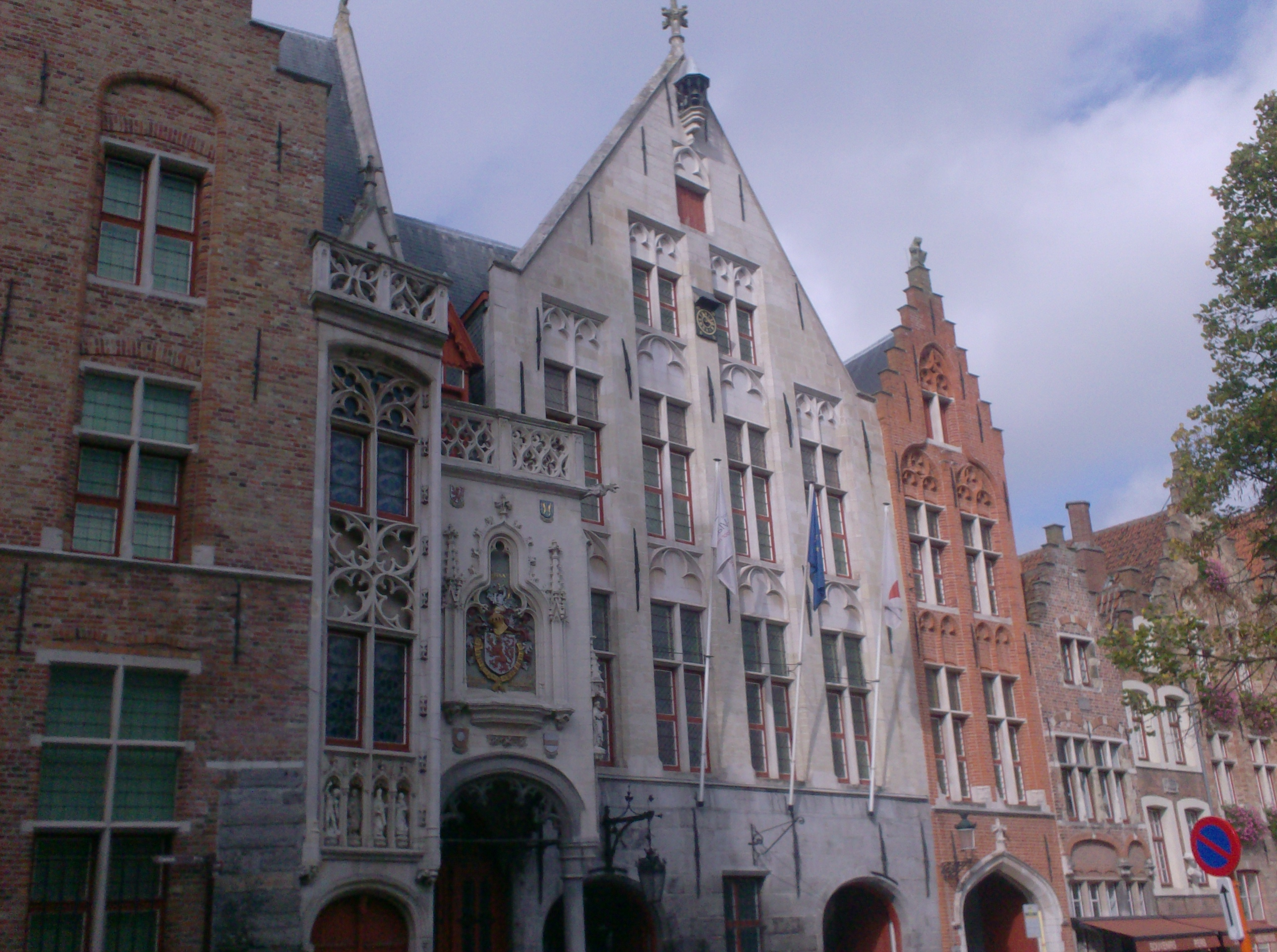
扬·范艾克广场1号
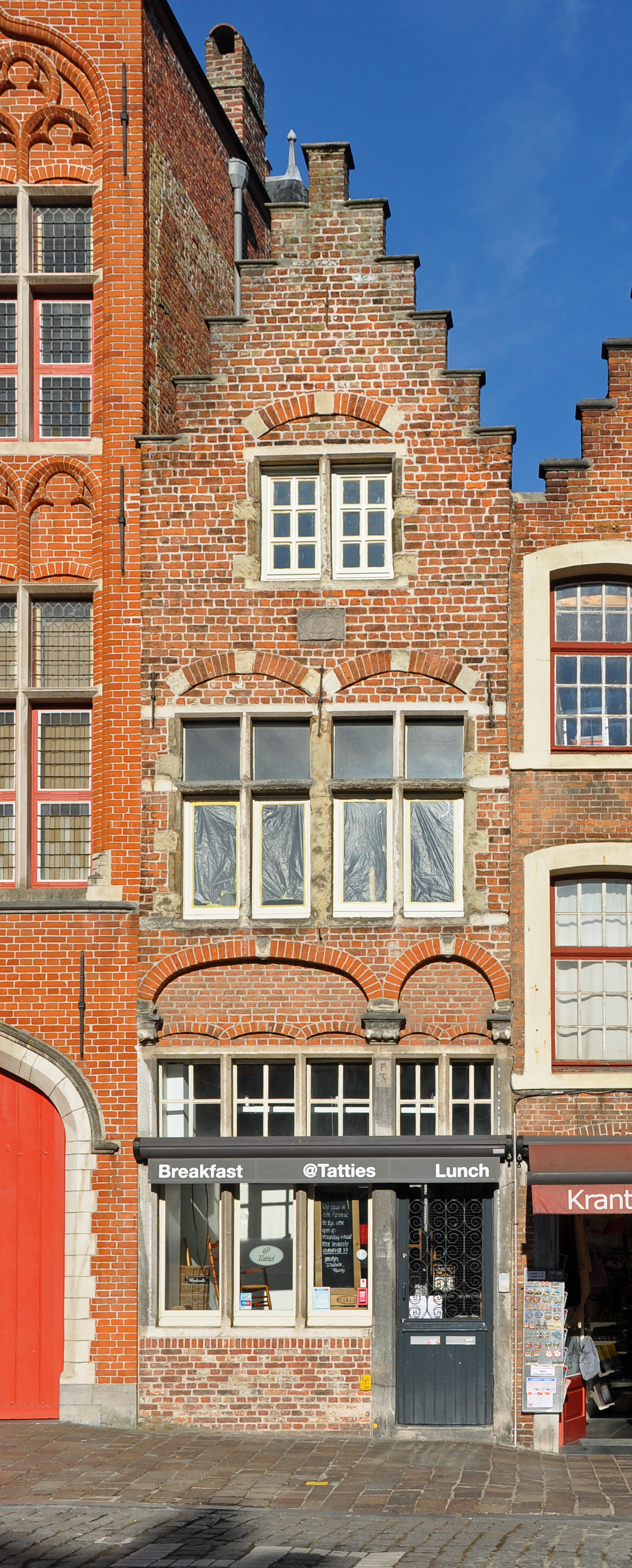
扬·范艾克广场3号
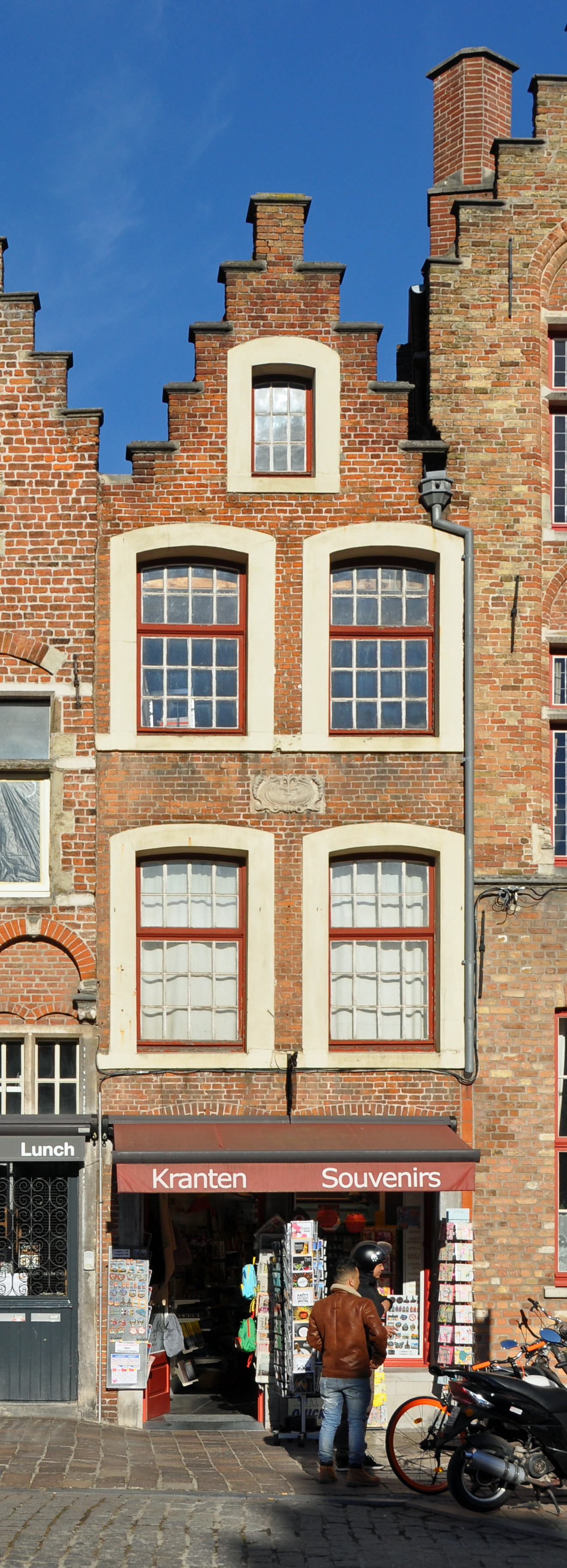
扬·范艾克广场4号
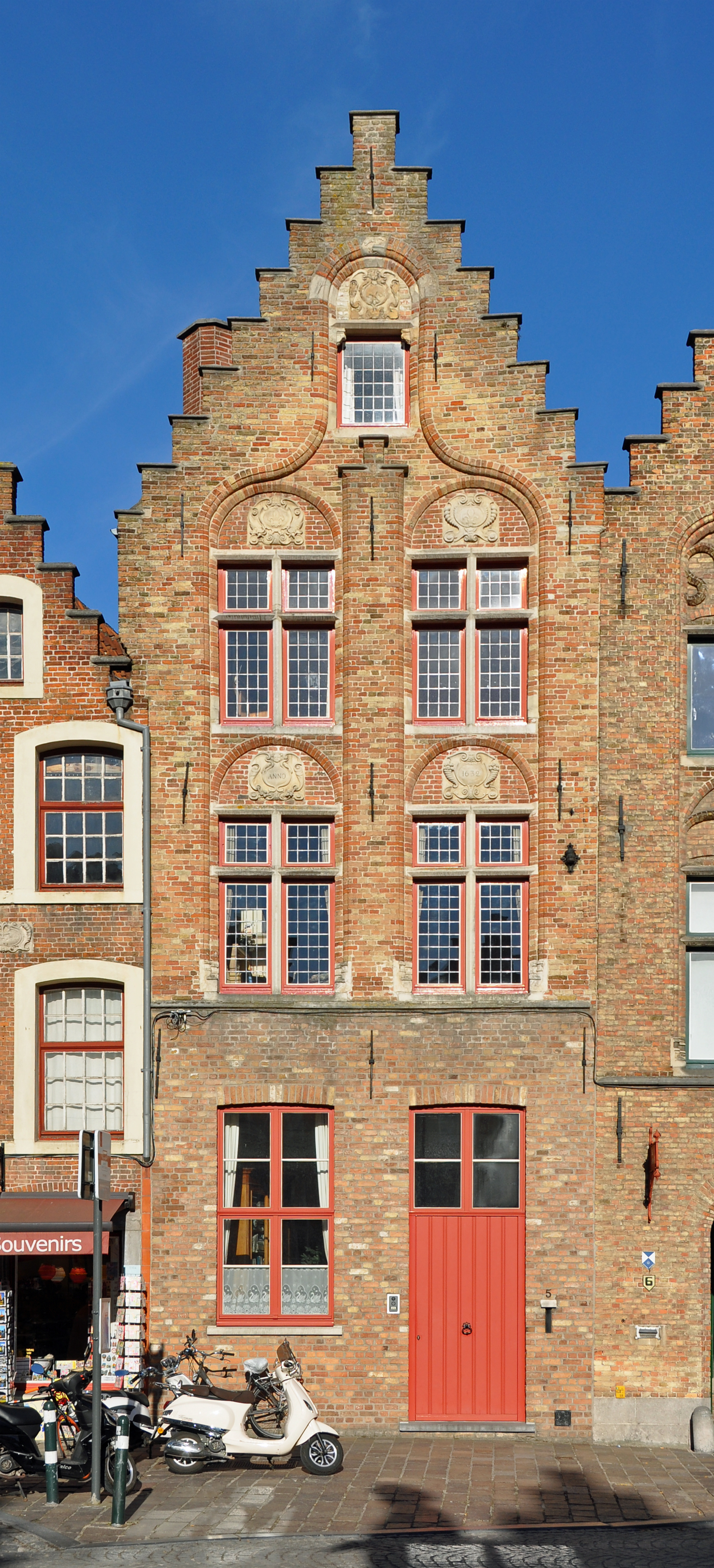
扬·范艾克广场5号
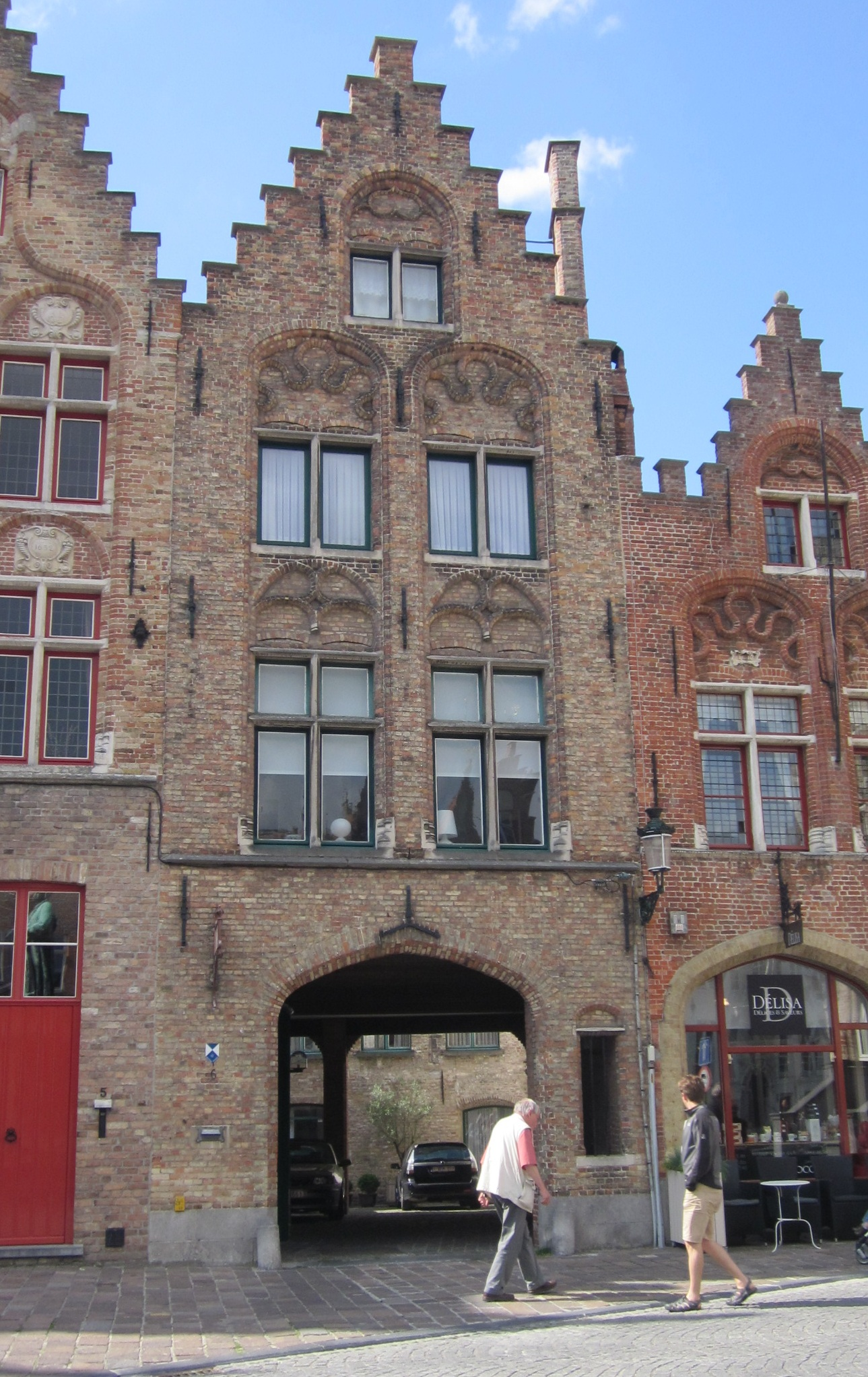
扬·范艾克广场6号
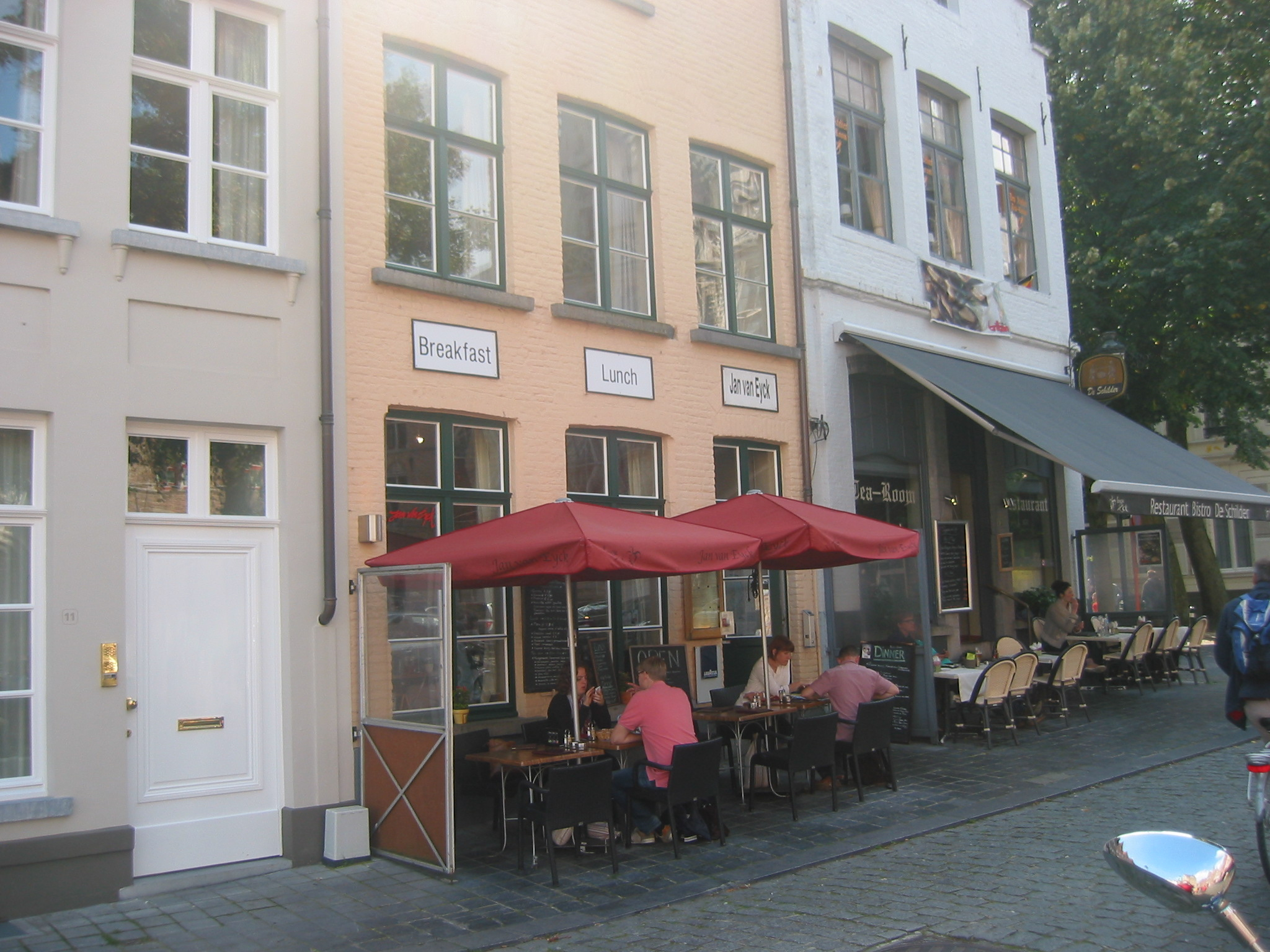
扬·范艾克广场12号
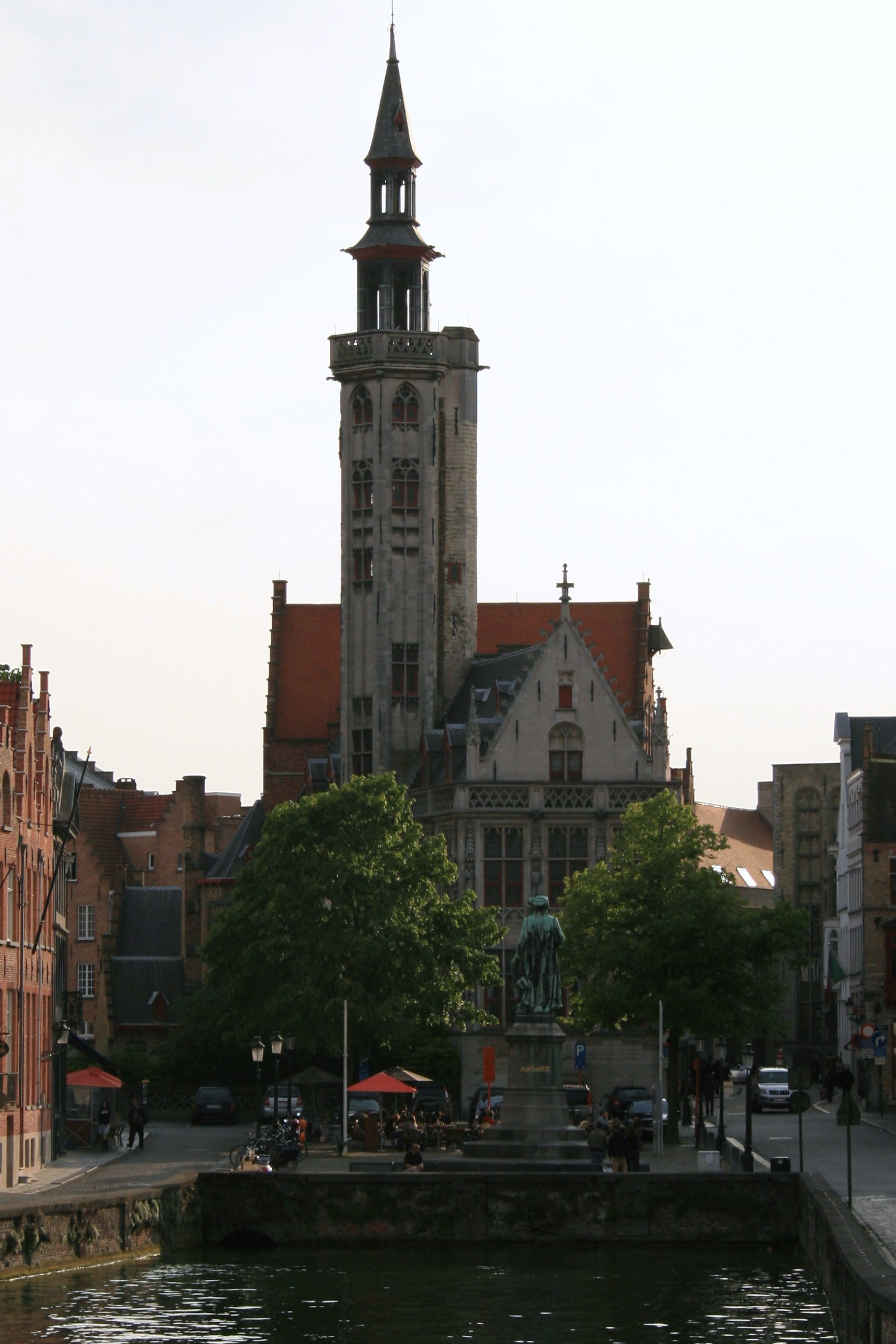
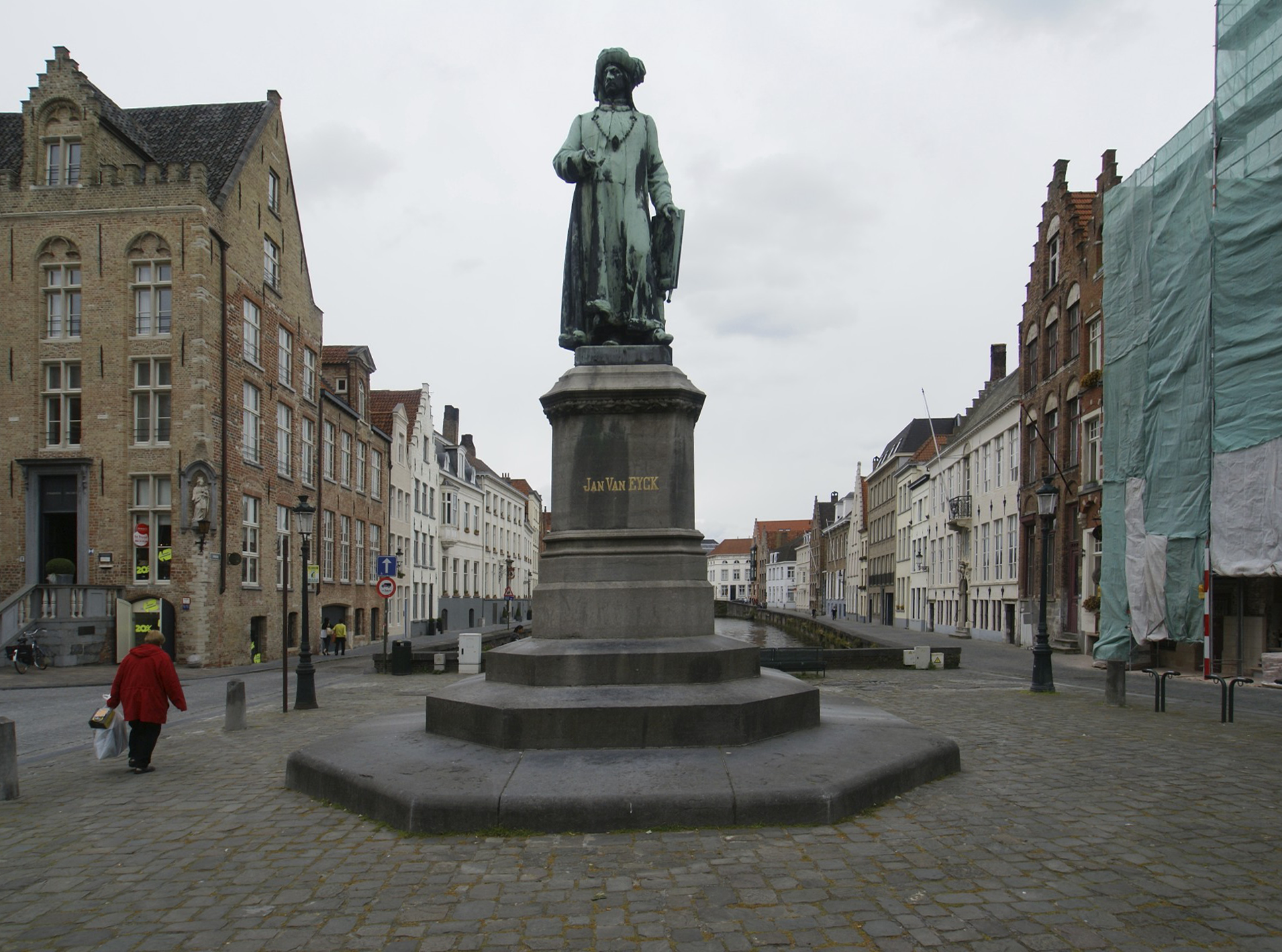
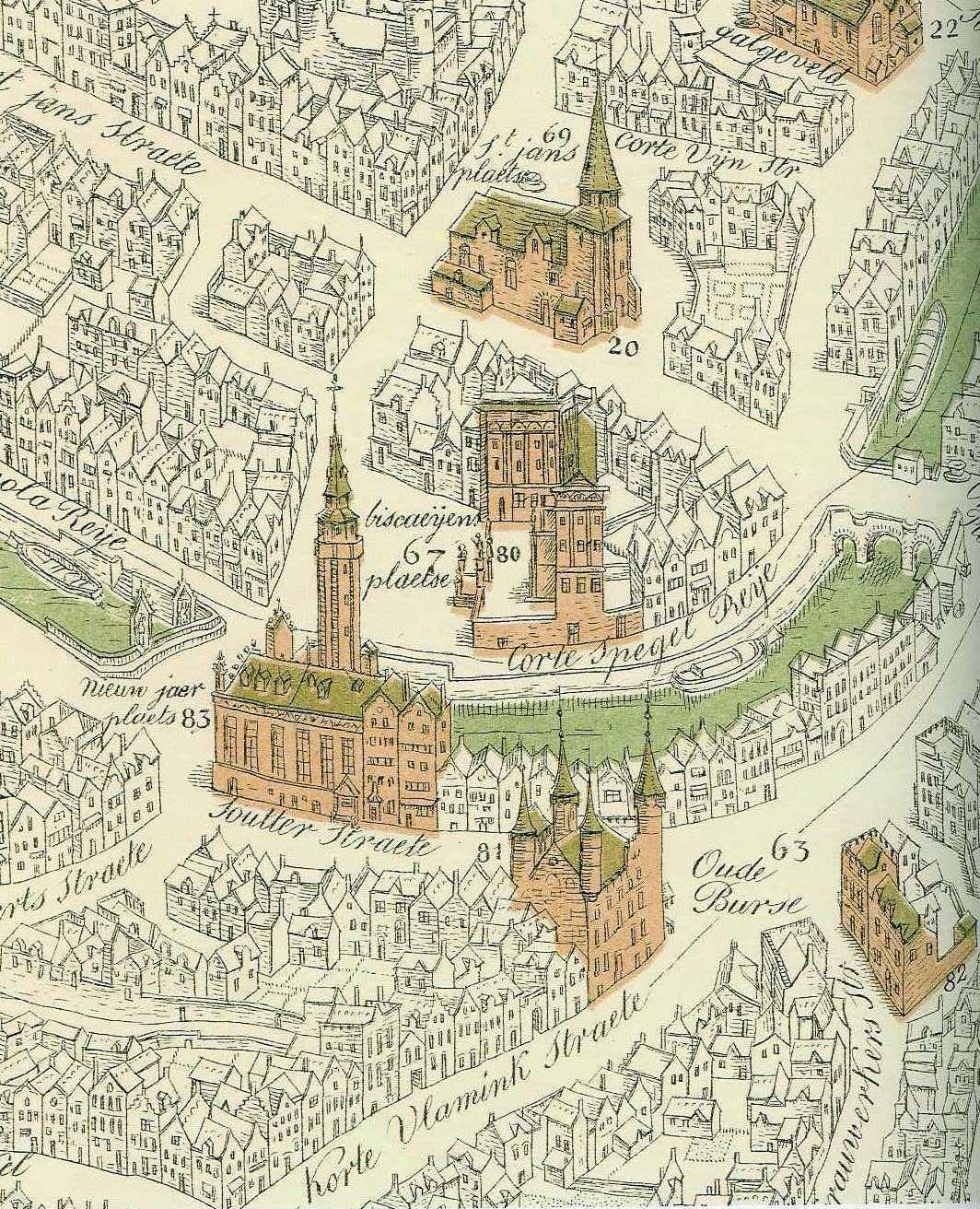
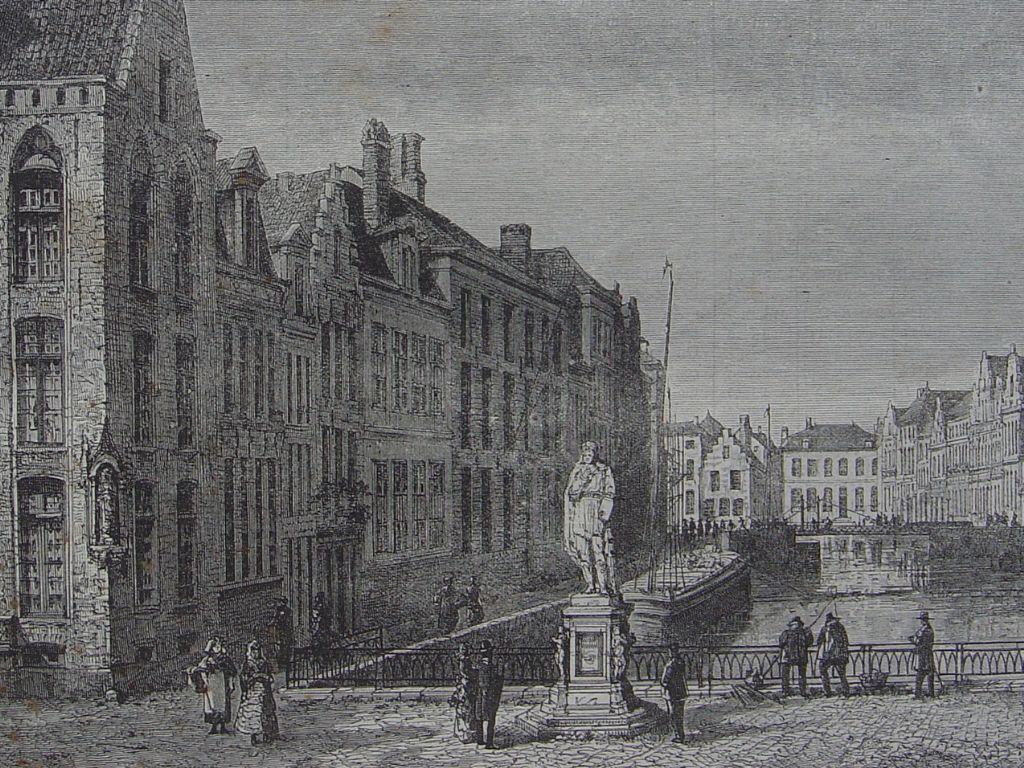